# Dänholm
54°18′30″N 13°7′15″Ø / 54.30833°N 13.12083°Ø
Dänholm, Danholm, tidligere Strela eller Stralo, er en ø ved den tyske Østersøkyst i Strelasund mellem Stralsund og Rügen og tilhører Hansestadt Stralsund.
Øen er gennem en kunstlig anlagt havn delt i en større og en mindre del. Strelasundforbindelsen forbinder Dänholm med fastlandet og øen Rügen.
Dänholm blev i en lang periode benyttet af militæret og regnes som fødested for den preussiske marine. I dag befinder der sig på Dänholm blandt andet museet "Marinemuseum Dänholm" og et fiskerimuseum. På øen befinder der sig også lystbådehavn.

## Historie
I middelaldern benyttede danskerne den naturlige havn mellem det nuværende Dänholm og fastlandet som udgangspunkt for flere erobringstogter. Øen var til ind i det 17. århundrede et landbrugsområde.
På grund af Wallensteins kejserlige tropper blev Dänholm kendt som en vigtig strategisk ø, hvor der blev anlagt befæstninger. Da Stralsund i slutningen af 1628 nægtede at huse de kejserlige tropper, blev byen belejret; med hjælp fra danske og svenske tropper lykkedes det at afvise Wallenstein. Prisen for støtten var en allianceaftale med kong Gustav 2. Adolf af Sverige. Efter ratifikationen af aftalen begyndte svenskerne at udbygge befæstningsanlæggene på Dänholm. På øens nordlige del opstod der en stjerneformet skanse.
1678 blev det nu til Sverige tilhørende Stralsund belejret af brandenburgere og danskerne. Svenskerne forlod uden kamp Dänholm og trak sig tilbage mod nord, og øen blev besat af brandenburgerne, som den 10. oktober 1678 benyttede øens fæstningskanoner til at sætte Stralsund under beskydning, og derved anrette store ødelæggelser på byen.
Efter svenskernes tilbagevenden blev befæstningsanlæggene udvidet. Alligevel kunne danskerne, preusserne og saksiske tropper i Den Store Nordiske Krig 1715 erobre og besætte Stralsund. Sverige fik dog få år senere byen tilbage.
Franskmændene belejrede i 1807 byen og indtog Dänholm. Skanserne på øen blev ligesom by-befæstningerne i Stralsund fjernet.
Efter Wienerkongressen kom Stralsund 7. juni 1815 under Preussen. På Dänholm blev der oprettet nye befæstningsanlæg.
Have anlægget ved det gamle gæstehus, det tidligere pagter-hus blev fornyet i 1837 og blev benyttet af Stralsunds befolkning indtil 1849, hvor øen blev købt af det preussiske krigsministerium.
1849 blev der besluttet at oprette et marinedepot på Dänholm. 1850 begyndte man på øens sydlige del at anlægge en krigshavn. Der blev bygget sskure, vagtbygninger, boliger og nye volde med skydestillinger. 1860 blev der stationeret dampdrevne kanonbåde. Der blev også bygget nye militære anlæg, som en smedje, krananlæg og et kullager. Havnen fik et ekstra indløb i vest, som delte øen; en klapbro af træ forbandt de to dele. Øens veje blev indrettet med en allé af kastanje, ask og ahorntræer, stjerneskansen blev beplantet med træer og der blev anlagt græsplæner mellem bygningerne. 1878 befalede Wilhelm 1. af Tyskland at marine depotet skulle opløses. Anlæggene blev efter nogle bygningsforandringer benyttet af et infanteriregiment. Fra 1873 blev byens fæstninger nedlagt.
Fra 1920 blev Dänholm igen benyttet af marinen. Reichsmarinen overtog kasernen. Efter 1935 blev øen en vigtig del af krigsmarinens planer om at blive større. Mellem 1934 und 1936 blev der oprettet en eksiserplads, fem kaserner med servicebygninger. Rügendæmningen forbandt 1936 øen med Rügen og fastlandet. Til brug for bygningen af dæmningen blev Dänholms nordlige skanse "Sternschanze" nedrevet. På grund af tilførsel af sand opstod der nord for dæmningen en ny del af øen.